# Hérib Godoy
Hérib Godoy (Coronel Oviedo, 4 de diciembre de 1985) es un director de cine, dibujante y guionista paraguayo. Es conocido por el largometraje Latas Vacías (2014), así como cortometrajes como El chasqui o Guerra re. Su segundo largometraje, ambientado en la Guerra del Chaco, 𝑦 se titula "La Redención" (2018). Desde 2013 es Director de Cultura de la Gobernación de Caaguazú.

## Reseña biográfica
Concluyó la carrera de Diseño Gráfico en la Universidad Americana (Defensa de tesis). Se destaca como realizador de una nómina de cortometrajes desde el año 2004.
Cofundador y coorganizador del Concurso de Cortometrajes Sociedad Cultural de Coronel Oviedo desde el año 2005.
También tuvo a su cargo, entre el 2011 al 2013, el área de Medios Audiovisuales en la Facultad de Ciencias Económicas de la Universidad Nacional de Caaguazú, en el área de extensión cultural.
Realizó varios storyboards para realizaciones comerciales en productoras paraguayas. Además participó en varios talleres, conferencias y charlas de cine en Paraguay y en el extranjero.
Participó en Oberá en Cortos de la ciudad de Oberá, Misiones (Argentina), en charlas de fotografía e iluminación cinematográfica. También intervino en un taller de realización de cortometrajes dentro del Festival Latinoamericano de Cortometrajes Cortópolis, en la ciudad de Córdoba, Argentina.
Sus cortometrajes Guerra re, El chasqui, Cuentas y Pescadape recibieron premios y reconocimientos tanto a nivel nacional e internacional, entre ellos, en el Chicago Latino Film Festival 2012.
En 2015 comenzó a trabajar con Néstor Amarilla Ojeda en el guion del siguiente proyecto cinematográfico, tras el éxito de Latas Vacías, y que se ambientará en la Guerra del Chaco, titulado "La Redención". El inicio del rodaje fue programado para enero de 2017, y el estreno fue programado para el 31 de mayo de 2018.

## Filmografía
- Cosas raras (2004, cortometraje)
- Cruce Oviedo (2005, cortometraje)
- Retrato (2005, cortometraje)
- Guerra re (2006, cortometraje)
- Última parada (2007, cortometraje)
- El chasqui (2009, cortometraje)
- Cuentas (2010, cortometraje)
- Pescadape (2011, cortometraje)
- Kamiseta Pyta'i (2012, largometraje en video)
- Latas Vacías (2014, largometraje)
- La Redención (2018, largometraje)